# Johann Sadie
Pas d'image ? Cliquez ici

a Compétitions nationales et continentales officielles uniquement.

b Matchs officiels uniquement.
Dernière mise à jour le 30 mars 2024.
Johann Sadie, né le 23 janvier 1989 à Malmesbury en Afrique du Sud, est un joueur de rugby à XV. Mesurant 1,87 m, il évolue au poste de centre. Après avoir évolué en Afrique du Sud, notamment avec Stormers, Bulls, Cheetahs en Super 15, et au Japon, avec le club des NTT Docomo Red Hurricanes, il rejoint en 2015 le championnat de France (Top 14) pour évoluer avec le SU Agen.

## Biographie
Après avoir évolué dans le Super 15, il rejoint en 2015 le club du SU Agen dans le championnat de France (Top 14) .